# Giuseppe Galderisi
Giuseppe Galderisi (né le 22 mars 1963 à Salerne en Italie) est un ancien joueur (attaquant) et entraîneur de football italien.

## Biographie

### Carrière de joueur
Au niveau de sa carrière de club, Galderisi, après avoir été formé par l'US Salernitana, débute en professionnel avec les Piémontais de la Juventus (il reste au club de 1980 à 1983), avant de rejoindre l'Hellas Vérone (club pour lequel il évolue durant deux périodes, entre 1983 et 1986, ainsi qu'entre 1988 et 1989). 
Il rejoint ensuite les Lombards du Milan AC en 1986 pendant une saison, avant de partir jouer dans la capitale italienne à la Lazio Rome pour une saison. Il part ensuite au Calcio Padoue (de 1989 à 1995). 
Il finit sa carrière en dehors de l'Italie et rejoint la Major League Soccer, en évoluant tout d'abord pour les New England Revolution ainsi qu'à Tampa Bay Mutiny en 1996 et 1997.
Galderisi, surnommé Nanu durant sa carrière de joueur, est également international avec l'équipe d'Italie. Il joue 10 matchs, participant notamment à la coupe du monde de football 1986 au Mexique.

### Carrière d'entraîneur
Après sa retraite en tant que joueur, Galderisi prend ensuite les rênes de plusieurs équipes de Serie C durant plusieurs années, comme l'US Cremonese ou encore le Giulianova Calcio. Une attaque cardiaque lui fait mettre un terme soudain à sa courte expérience d'entraîneur de clubs durant le mois de janvier 2004. Après quelque temps de repos, il reprend son poste en 2005 et accepte l'offre de l'AS Viterbo Calcio en Serie C2. 
Lors de la saison 2006-2007, il prend en main le club de Campanie de l'US Avellino en Serie C1. Après une très bonne première partie de saison où le club finit à la première place du championnat, Galderisi est démis de ses fonctions le 18 avril 2007, bien que le club ait fini à la 2e place, synonyme de promotion pour la division supérieure.
En janvier 2008, Galderisi est nommé à la tête du club de Serie C1 de l'US Foggia, en remplacement de Salvatore Campilongo. Les mauvais résultats du club font écourter son mandat d'entraîneur.
En juillet 2008, il devient l'entraîneur d'un club de Lega Pro Prima Divisione, le Pescara Calcio, à la place de Franco Lerda, avec comme objectif l'accession à la Serie B pour les biancazzurri. Pourtant, durant sa période d'entraîneur du club, Galderisi doit faire face aux sérieux problèmes économiques de la société. Pescara est relégué en décembre 2008. 
En février 2009, la remise sur pied du club (renommé Delfino Pescara 1936) n'empêche pas de mauvais résultats, et Galderisi est démis de ses fonctions le 23 mars 2009. Il est remplacé par  Antonello Cuccureddu, ancien joueur de la Juventus et ancien international italien,.